# Berchemia
Berchemia là một chi thực vật có hoa thuộc họ Táo (Rhamnaceae), bao gồm các loài từ dây leo tới cây gỗ nhỏ.
Chi này được Noël Martin Joseph de Necker mô tả lần đầu tiên năm 1790. Năm 1806 Romanus Adolf Hedwig mô tả chi Oenoplea; năm 1819 Johann Jakob Römer và Josef August Schultes mô tả chi Oenoplia. Tuy nhiên cả ba danh pháp này đều không được IBN sử dụng, với danh pháp đầu là nom. inval. (tên công bố không hợp quy cách) còn 2 danh pháp sau là danh pháp bị từ chối (nom. rej.) để sử dụng danh pháp Berchemia do Augustin Pyramus de Candolle công bố năm 1825, trong đó ông dẫn chiếu tới cả 3 danh pháp có trước đó.

## Từ nguyên
Berchemia được đặt theo tên Berthout van Berchem, nhà thực vật học người Hà Lan thế kỷ 18.
Tên gọi chung các loài có tại Trung Quốc trong tiếng Trung là 勾儿茶 (câu nhi trà), còn tại Việt Nam là biệt sâm, rung rúc hay rút rế.

## Mô tả
Cây bụi dạng dây leo hoặc mọc thẳng, lá thường xanh đến sớm rụng, hiếm khi là cây gỗ nhỏ, không phân nhánh. Lá mọc so le; lá kèm hợp sinh ở đáy, bền, hiếm khi sớm rụng; phiến lá chủ yếu là dạng giấy, mép nguyên, gân lá lông chim, với 4-18 cặp gân phụ (gân thứ cấp) hầu như song song và các gân tam cấp chủ yếu cũng là song song. Hoa lưỡng tính, có cuống, mẫu 5, nhẵn nhụi, trong các chùm xim chủ yếu là ít hoa, ở đầu cành hoặc ở nách lá, từ có cuống đến không cuống, các xim hoa giống như ngù hoa. Ống đài hình đĩa tới hình chén hoặc hình bán cầu. Các lá đài hình tam giác, hiếm khi thẳng hoặc hình mác hẹp, có gờ nhiều hay ít ở mặt gần trục. Cánh hoa hình thìa tới hình mác, ngắn hơn hoặc dài bằng lá đài, có vuốt ngắn. Nhị hoa đính lưng, dài bằng cánh hoa hoặc hơi ngắn hơn. Đĩa hoa chủ yếu là mọng thịt, choán chỗ trên ống đài, với 10 thùy không đều, mép rời. Bầu nhụy thượng, chìm sâu nhiều hay ít trong đĩa hoa, 2 ngăn, mỗi ngăn 1 noãn; vòi nhụy hình trụ, ngắn, không phân chia; đầu nhụy lớn, nguyên, có khía răng cưa hoặc chẻ đôi. Quả hạch 1 hạch, màu đỏ tía hoặc tía đen, khi thuần thục thường chuyển sang màu đen, phần lớn là hình trụ, hiếm khi hình trứng ngược, đáy với ống đài bền và các tàn tích của đĩa hoa, đỉnh thường với nhụy thô sơ; vỏ quả giữa mọng, mỏng, đôi khi có vị ngọt; vỏ quả trong dạng sụn cứng, 2 ngăn, mỗi ngăn 1 hạt.

## Các loài
Chi này chứa 35 loài đã biết, với khu vực phân bố từ miền đông châu Phi (gồm cả Madagascar) kéo dài về phía đông tới Đông Á, Đông Nam Á, cũng như tại đông nam Hoa Kỳ và Guatemala.
- Berchemia annamensis Pit., 1912: Trung Quốc (Quảng Đông, Quảng Tây), Việt Nam.
- Berchemia arisanensis Y.C.Liu & F.Y.Lu, 1978: Đài Loan.
- Berchemia barbigera C.Y.Wu, 1979: Trung Quốc (An Huy, Chiết Giang).
- Berchemia brachycarpa C.Y.Wu, 1979: Trung Quốc (nam Vân Nam).
- Berchemia burmanniana DC., 1825: Sri Lanka.
- Berchemia compressicarpa D.Fang & C.Z.Gao, 1983: Miền nam Trung Quốc.
- Berchemia discolor (Klotzsch) Hemsl., 1868: Miền đông châu Phi, từ Eritrea tới Nam Phi, Madagascar, tây nam bán đảo Ả Rập.
- Berchemia edgeworthii M.A.Lawson, 1875: Từ đông bắc Pakistan dọc theo dãy Himalaya tới tây nam Trung Quốc (tây Tứ Xuyên, tây bắc Vân Nam).
- Berchemia elmeri C.K.Schneid., 1914: Philippines (Mindanao).
- Berchemia fenchifuensis C.M.Wang & S.Y.Lu, 1990: Đài Loan.
- Berchemia flavescens (Wall.) Wall. ex Brongn., 1826: Từ trung và đông Himalaya tới miền trung Trung Quốc (cả Tây Tạng), Myanmar, Nepal, đông bắc Ấn Độ.
- Berchemia floribunda (Wall.) Brongn., 1826 - Biệt sâm nhiều hoa, biệt sâm Girald: Từ đông bắc Ấn Độ về phía đông bắc tới Nhật Bản, bán đảo Triều Tiên, Lưu Cầu về phía đông nam tới Thái Lan, Lào và Việt Nam.
- Berchemia formosana C.K.Schneid., 1914: Lưu Cầu, Đài Loan.
- Berchemia hirtella H.T.Tsai & K.M.Feng, 1951: Trung Quốc (Quý Châu, Vân Nam).
- Berchemia hispida (H.T.Tsai & K.M.Feng) Y.L.Chen & P.K.Chou, 1979: Trung Quốc (Quý Châu, Tứ Xuyên, Vân Nam).
- Berchemia huana Rehder, 1927: Đông nam Trung Quốc.
- Berchemia jainiana Pusalkar & D.K.Singh, 2009: Tây Himalaya, Assam.
- Berchemia kulingensis C.K.Schneid., 1914: Hoa Nam.
- Berchemia lineata (L.) DC., 1825: Himalaya, Đài Loan, Lưu Cầu, Trung Quốc, Việt Nam.
- Berchemia longipedicellata Y.L.Chen & P.K.Chou, 1980: Nam và đông nam Tây Tạng.
- Berchemia longipes Y.L.Chen & P.K.Chou, 1979: Trung Quốc (đông nam Vân Nam).
- Berchemia longiracemosa Okuyama, 1951: Phía tây miền trung Nhật Bản.
- Berchemia loureiriana DC., 1825 - Rút rế, rung rúc, ráo ráo: Việt Nam.
- Berchemia medogensis Y.L.Chen & Y.F.Du, 2001: Đông nam Tây Tạng.
- Berchemia omeiensis W.P.Fang ex Y.L.Chen & P.K.Chou, 2011: Trung Quốc (Tứ Xuyên, tây Hồ Bắc, bắc Quý Châu).
- Berchemia pakistanica Browicz, 1977: Pakistan.
- Berchemia pauciflora Maxim., 1888: Nhật Bản (miền trung Honshu).
- Berchemia philippinensis S.Vidal, 1886: Philippines, quần đảo Sunda Nhỏ.
- Berchemia poilanei Tardieu, 1946 - Rung rúc Poilane: Lào, Việt Nam.
- Berchemia polyphylla Wall. ex M.A.Lawson, 1875: Từ trung và nam Trung Quốc tới Myanmar.
- Berchemia pubiflora (DC.) Miq., 1856: Quần đảo Sunda Nhỏ (Timor).
- Berchemia scandens (Hill) K.Koch, 1869: Đông trung và đông nam Hoa Kỳ, Mexico (Chiapas), Guatemala.
- Berchemia sinica C.K.Schneid., 1914: Trung và đông trung Trung Quốc.
- Berchemia yunnanensis Franch., 1887: Từ đông Tây Tạng tới miền trung Trung Quốc.
- Berchemia zeyheri (Sond.) Grubov, 1949: Miền nam châu Phi đại lục.